# Kupittaan Savi

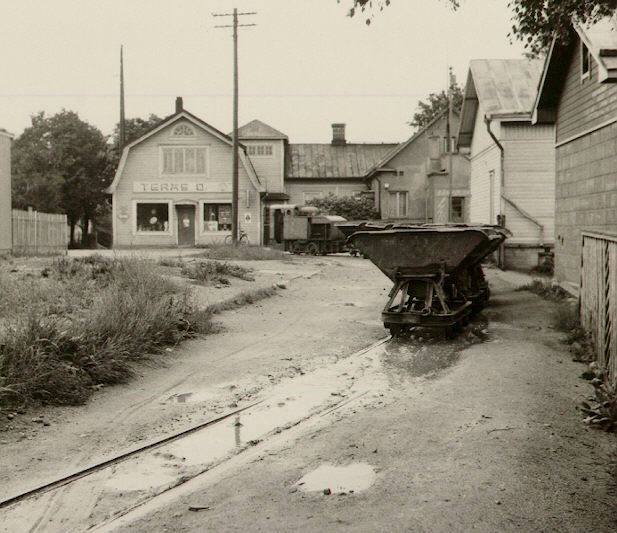
Kuppis lerbana med vagn 1960

Kupittaan Savi Oy var från 1921 till 1969 ett tegel-, kakel- och keramikbruk i Österås stadsdel i Åbo. 
Tegel har senast på 1300-talet slagits i Åbo för de stora byggena Åbo domkyrka och Åbo slott. På 1400-talet efter en brand behövdes tegel också för återuppbyggnaden av dominikankonventet i Åbo. Andra kyrkliga byggnader och förnämare privathus har under 1400-talet endast i ringa grad uppförts i tegel och så var fallet också under de följande seklerna. Det fanns därför inget behov av ett tegelbruk i staden och det som behövdes av tegel och kalk fick man från landsbygden, i Åbo närmast från öarna Kakskerta och Kulho i S:t Karins.
Då det stora nordiska kriget gick mot sitt slut föreslog Kommerskollegium att reparera skadorna efter kriget och minska städernas brandfarlighet ett privilegieförfarande för nya tegelbruk. Systemet kungjordes år 1720 men i Åbo räckte det till år 1755 innan någon visade intresse för saken. En första anhållan gällde inrättande av ett tegelbruk i Kairis by vid stranden av Aura å (nära dagens järnvägsbro) där domkyrkan hade haft en lertäkt. En annan anhållan gällde en plats vid Stora Lötestenen, en gränssten mellan Åbo och S:t Karins rätt öster om domkyrkan, söder om Tavastvägen och gränsande till Kairis by. Utöver Kairis och det som kom att kallas Kuppis nedre tegelbruk (taktegelbruk) grundades 1763 ytterligare Kuppis övre tegelbruk (murtegelbruk) ett stycke längre från ån. Kairis tegelbruks verksamhet upphörde i början av 1800-talet. Under lågkonjunkturen i byggbranschen under första världskriget förenades de två övriga tegelbruken år 1918 under namnet Kupittaan Saviteollisuus Oy.
Sommaren 1921 grundades aktiebolaget Kupittaan Savi Oy och i samma veva köpte bolaget Kupittaan Saviteollisuus anläggningar i Nummis by, ett taktegel- och ett murtegelslageri och en keramikfabrik. Redan under det första året övergick man från ångkraft till elektrisk kraft. År 1923 kunde man med hjälp av en torkanläggning börja producera tegel året runt. År 1925 anlades en smalspårig järnväg längs lertäkterna i riktning mot Aura å och på en bro över den. Hösten 1927 brann taktegelfabriken ned och murtegelfabriken skadades och de måste byggas upp på nytt. År 1932 hade man utvecklat en metod att producera brandsäkra tegel. Flera nya byggnader köptes och man lyckades öka produktionen av de eldsäkra teglen och klinkers i en snabb takt tills vinterkriget bromsade utvecklingen.
Avdelningen för finkeramik stod inför en kraftig expansion från år 1933 då man hade löst en rad tekniska problem. Samma år anställdes Kerttu Suvanto-Vaajakallio som konstnärlig ledare. Hennes arbete gjorde keramikföremålen mycket populära och arbetet underlättades ytterligare år 1936 då man övergick till elektriska ugnar. Man tillverkade både bruks- och prydnadsföremål i rödlera med handmålad dekor. Strax före krigsutbrottet satsade man på ett dotterbolag Jäkärlän Savi Oy med en tegelfabrik i Jäkärlä by i S:t Marie. Krigsåren minskade produktionen på grund av brist på arbetskraft och brist på råvaror. En utveckling skedde genom att företaget fick köpa fabrikstomten av Åbo stad. Där uppförde man nya produktionsbyggnader och verksamheten expanderade snabbt. På 1940-talet växte arbetsstyrkan till ca 600 personer men på 1950-talet medförde byggnadsteknikens utveckling att efterfrågan på mur- och taktegel minskade starkt. Finkeramiken skördade alltjämt framgångar inom landet och utomlands. År 1969 då arbetsstyrkan uppgick till endast 100 personer gick företaget i konkurs. På bolagets gamla tomt finns bland annat Åbo universitetscentralsjukhus.
Äldre produkter från företaget känns igen genom stämplarna KS, Made in Finland eller Kupittaa. På 1950-talet föredrog man tuschsignering med formgivarens initialer. Då och ännu på 1960-talet användes även ett klistermärke i guld med en S:t Henriksbild.